# 常毅
常毅（？—），中华人民共和国政治人物、外交官。
2008年，接替陈晓东担任中华人民共和国驻伊拉克大使。2011年，由倪坚接任。